# ام‌اس انچنتد کاپری
ام‌اس انچنتد کاپری (به انگلیسی: MS Enchanted Capri) یک کشتی است. این کشتی در سال ۱۹۷۶ ساخته شد.